# Magister Lvcentinvs
El Magister Lvcentinvs es un programa de máster en propiedad intelectual e innovación digital ofrecido por la Universidad de Alicante desde 1994. Hasta la fecha, el programa ha graduado a más de 1000 alumnos y cuenta con acuerdos de colaboración con más de 80 organizaciones en Europa, América Latina y Asia.

## Programa
El programa está diseñado para abogados, juristas, economistas, ingenieros y otros profesionales, tanto recién licenciados como aquellos con experiencia previa. Los módulos del máster abarcan diferentes áreas relacionadas con los derechos de propiedad intelectual, incluidos temas como patentes, marcas, derechos de autor, derecho de la competencia, entre otros. También se presta especial atención a los aspectos relacionados con la digitalización y las modificaciones actuales producidas en el mercado digital.
A lo largo del curso académico, los estudiantes estudian en profundidad el sistema español, de la Unión Europea e internacional de la propiedad intelectual, con sesiones eminentemente prácticas en castellano e inglés. El programa cuenta con la colaboración de prestigiosas instituciones académicas y profesionales, como la Oficina de Propiedad Intelectual de la Unión Europea (EUIPO), la Oficina Europea de Patentes (EPO), la Organización Mundial de la Propiedad Intelectual (OMPI), entre otras.